# Паул Ајшен
Паул Ајшен (фр. Paul Eyschen; 9. септембар 1841 — 11. октобар 1915) био је луксембуршки политичар, државник, адвокат и дипломата. Он је био осми премијер Луксембурга. На овом положају провео је 27 година од 22. септембра 1888. до смрти 11. октобра 1915. године.
Као син Шарла-Жерара Ајшена, бившег генералног директора за правду Пол је рођен у Диркиху у северном Луксембургу 9. септембра 1841. Након завршених студија у Бону и Паризу постао је адвокат. Ушао је 1866. у луксембуршки парламент, познат под називом Посланичка комора. Од 1875. био је отправник послова у Немачкој империји и у овој земљи је службовао све до 1888. године.
Године 1888. постао генерални директор за правду. Након оставке Едуара Тилжеа изабран је за премијера. Током наредних 27 година Есјен је био доминантна личност луксембуршке политике. За време његове владе земља је знатно економски напредовала.
Умро је 11. октобра 1915. у свом кабинету годину дана након немачке окупације Луксембурга у Првом светском рату. Наследио га је Матијас Монженаст који је дуго времена био генерални директор за финансије у његовом кабинету.